# Samuel James Augustus Salter
Samuel James Augustus Salter FLS FRS (15 de diciembre de 1825 - Basingstoke, 2 de agosto de 1897) fue un  médico, cirujano dental del King’s College Hospital, y naturalista británico. Era sobrino del zoólogo Thomas Bell
James Salter, como él siempre se llamaba a sí mismo, provenía de una familia de médicos en Poole, y varios miembros lograron distinciones en medicina o en ciencia.

## Algunas publicaciones
- 1861. On the structure and growth of the tooth of echinus. 3 pp.

### Libros
- 1874. Dental Pathology And Surgery. Ed. Longmans. 399 pp. Reeditó Scholarly Publishing Office, University of Michigan Library. 2006. 420 pp. ISBN 1425546250
- 1855. Papers on dental pathology. Ed. J.W. Roche. 14 pp.

## Reconocimientos
- 1853: miembro de la Sociedad Linneana de Londres.
- 1863: miembro de la Royal Society.
- Miembro de la Academia Estadounidense de las Artes y las Letras.

## Eponimia
- (Aizoaceae) Cryophytum salterii L.Bolus[2]